# Young Champion
Young Champion (jap. ヤングチャンピオン, Yangu Champion) ist ein japanisches Manga-Magazin, das sich an junge Männer richtet und daher zur Seinen-Kategorie gezählt wird. Es erscheint seit 1988 zweimal im Monat bei Akita Shoten. Sitz der Redaktion ist Tokio. Beim gleichen Verlag erscheinen die beiden Ableger Young Champion Retsu und Bessatsu Young Champion.
Das Magazin verkaufte sich 2016 etwa 250.000 mal pro Ausgabe, was auch den Verkäufen im Jahr 2009 entspricht.

## Serien (Auswahl)
- Alien Nine von Hitoshi Tomizawa
- Battle Royale von Masayuki Taguchi
- Cutie Honey Seed von Komugi Hoshino
- Ikebukuro West Gate Park von Sena Aritō
- Kuzu!! – Another Crows: Kuzugami Tatsuo von Dai Suzuki
- Der lachende Vampir von Suehiro Maruo
- Love Junkies von Kyo Hatsuki
- Sundome von Kazuto Okada
- Tōhai - Ura Route Mahjong Tōhairoku von Kōji Shinasaka
- Young Black Jack von Yoshiaki Tabata und Yūgo Ōkuma